# 普罗米修斯 (原声碟)
《普罗米修斯：电影原声带》（英語：Prometheus: Original Motion Picture Soundtrack）是2012年同名科幻电影的电影原声碟。由德国音乐家马克·斯特雷腾菲尔德主创的原声碟中也包含有两首由英国作曲家哈利·葛瑞森-威廉斯创作的额外曲目，由本·福斯特指挥演奏。

## 制作
马克·斯特雷腾菲尔德之前曾与雷德利·斯科特有过多次合作，《普罗米修斯》是两人的第五次合作。配乐录制在英国伦敦的阿比路录音室只花了一个多星期，在一支90人的管弦乐团的演奏下完成，该录音室也同样被用于斯科特的影片后期处理。在影片开机之前读过剧本之后，斯特雷腾菲尔德就开始对配乐进行构思。为了创作出“令人不安”的音乐效果，他规定乐队将乐谱拆散后分段倒过来演奏，之后再通过数码转制倒回来。乐曲《Friend from the Past》的曲调来源于杰瑞·戈德史密斯在《异形》原声碟中原作的主旋律。

## 发行
《普罗米修斯》原声专辑2012年5月15日在iTunes商店上架销售，同年6月4日在英国发售音乐CD。而在美国，音乐CD则在2012年6月12日发售。

## 曲目列表
除了两首额外曲目由哈利·葛瑞森-威廉斯创作，其他曲目均由马克·斯特雷腾菲尔德创作。
| 曲序     | 曲目                 | Artist              | 时长  |
| -------- | -------------------- | ------------------- | ----- |
| 1.       | A Planet             | 马克·斯特雷腾菲尔德 | 2:36  |
| 2.       | Going In             | 马克·斯特雷腾菲尔德 | 2:06  |
| 3.       | Engineers            | 马克·斯特雷腾菲尔德 | 2:32  |
| 4.       | Life                 | 哈利·葛瑞森-威廉斯  | 2:33  |
| 5.       | Weyland              | 马克·斯特雷腾菲尔德 | 2:07  |
| 6.       | Discovery            | 马克·斯特雷腾菲尔德 | 2:35  |
| 7.       | Not Human            | 马克·斯特雷腾菲尔德 | 1:51  |
| 8.       | Too Close            | 马克·斯特雷腾菲尔德 | 3:23  |
| 9.       | Try Harder           | 马克·斯特雷腾菲尔德 | 2:04  |
| 10.      | David                | 马克·斯特雷腾菲尔德 | 3:02  |
| 11.      | Hammerpede           | 马克·斯特雷腾菲尔德 | 2:46  |
| 12.      | We Were Right        | 哈利·葛瑞森-威廉斯  | 2:45  |
| 13.      | Earth                | 马克·斯特雷腾菲尔德 | 2:38  |
| 14.      | Infected             | 马克·斯特雷腾菲尔德 | 1:59  |
| 15.      | Hyper Sleep          | 马克·斯特雷腾菲尔德 | 2:03  |
| 16.      | Small Beginnings     | 马克·斯特雷腾菲尔德 | 2:14  |
| 17.      | Hello Mommy          | 马克·斯特雷腾菲尔德 | 2:06  |
| 18.      | Friend from the Past | 马克·斯特雷腾菲尔德 | 1:16  |
| 19.      | Dazed                | 马克·斯特雷腾菲尔德 | 4:32  |
| 20.      | Space Jockey         | 马克·斯特雷腾菲尔德 | 1:32  |
| 21.      | Collision            | 马克·斯特雷腾菲尔德 | 3:08  |
| 22.      | Debris               | 马克·斯特雷腾菲尔德 | 0:47  |
| 23.      | Planting the Seed    | 马克·斯特雷腾菲尔德 | 1:38  |
| 24.      | Invitation           | 马克·斯特雷腾菲尔德 | 2:18  |
| 25.      | Birth                | 马克·斯特雷腾菲尔德 | 1:26  |
| 总时长： | 总时长：             | 总时长：            | 57:07 |